# Zeleny (kraj Kamtsjatka)
Zeleny (Russisch: Зеленый) is een plaats (posjolok) in het gemeentelijke district Jelizovski van de Russische kraj Kamtsjatka. De plaats ligt direct ten westen van de plaats Korjaki, iets ten zuiden van de rivier de Korjakskaja (zijrivier van de Avatsja) aan de weg R-474 van Jelizovo naar de hoofdweg van Kamtsjatka, op 20 kilometer ten noordwesten van Jelizovo. In de plaats wonen 805 mensen (2007). In 1979 woonden er 695 mensen.
De plaats werd gesticht in 1956. Er bevinden zich een kippenfokkerij en een sovchoz waar groenten en fruit worden geproduceerd.
Bestuurlijk centrum: Jelizovo

Bereznjaki · Dalni · Dvoeretsje · Ganaly · Joezjnye Korjaki · Ketkino · Korjaki · Krasny · Kroetoberegovy · Lesnoj · Malka · Nagorny · Natsjiki · Nikolajevka · Novy · Paratoenka · Pinatsjevo · Pionerski · Razdolny · Severnye Korjaki · Sokotsj · Sosnovka · Svetly · Termalny · Voelkanny · Zeleny